# Erich Maechler
Erich Maechler o Erich Mächler (Hochdorf, cantó de Lucerna, 24 de setembre de 1960) és un ciclista suís, ja retirat, que fou professional entre 1982 i 1996.
Durant la seva carrera esportiva destaca la victòria en una etapa del Tour de França, cursa en la qual portà el mallot groc de líder en l'edició de 1987 durant set etapes. També guanyà la Milà-Sanremo de 1987 i el Campionat de Suïssa en ruta de 1984.

## Palmarès
- 1982
  - 1r al Tour del Nord-oest
  - 1r a la Stausee-Rundfahrt Klingnau
  - Vencedor d'una etapa de la Volta a Suïssa
- 1983
  - 1r al Gran Premi de Mendrisio
  - Vencedor d'una etapa de la Volta a Suïssa
- 1984
  -  Campió de Suïssa en ruta
  - Vencedor d'una etapa de la Tirrena-Adriàtica
- 1986
  - Vencedor d'una etapa del Tour de França
  - Vencedor d'una etapa del Critèrium del Dauphiné Libéré
- 1987
  - 1r a la Milà-Sanremo
  - Vencedor de 2 etapes del Critèrium del Dauphiné Libéré
- 1988
  - 1r a la Volta a la Comunitat Valenciana i vencedor de 2 etapes
  - 1r a la Tirrena-Adriàtica i vencedor de 2 etapes
  - 1r de la Volta al Camp Morverde
- 1989
  - 1r a la Kika Classic
  - Vencedor d'una etapa de la Tirrena-Adriàtica
- 1990
  - Vencedor d'una etapa de la Volta a Luxemburg
- 1992
  - 1r al Tour de Berna

### Resultats al Tour de França
- 1983. 84è de la classificació general
- 1984. 84è de la classificació general
- 1985. 114è de la classificació general
- 1986. 49è de la classificació general. Vencedor d'una etapa.
- 1987. 85è de la classificació general. Porta el mallot groc durant 7 etapes
- 1988. 136è de la classificació general
- 1989. 117è de la classificació general
- 1990. 130è de la classificació general
- 1991. 128è de la classificació general
- 1992. Abandona (13a etapa)

### Resultats al Giro d'Itàlia
- 1982. 91è de la classificació general
- 1985. 23è de la classificació general
- 1993. 120è de la classificació general

### Resultats a la Volta a Espanya
- 1989. 58è de la classificació general
- 1991. 77è de la classificació general